# なるみ・八方のごきげんさん!
なるみ・八方のごきげんさん!（なるみ・はっぽうのごきげんさん）は朝日放送ラジオ（ABCラジオ）で2002年4月5日から2010年4月2日まで毎週金曜日の13:30 - 15:25に放送されていたラジオ番組である。

## 概要
なるみと月亭八方がメインパーソナリティとなり、アシスタント役のABCの若手アナウンサー（2002年4月～2006年3月まで山下剛、同年4月～2010年4月まで高野純一）を交えながら、井戸端会議のような雰囲気で気軽なトークを繰り広げていた。
基本的には生放送だが、出演者のスケジュールの都合によって録音での放送になる場合もあった。

## 主なコーナー
- なるなるゼミナール

リスナーから寄せられた「今更聞けない」「こんな時どうする」という悩みに、出演者が回答した。
- 月亭八方の大御所ってすごかったんや!（2009年いっぱいで終了）

月亭八方が大御所と呼ばれた芸人の逸話、こぼれ話を語った。
- ちょっと言わせて

リスナーから寄せられたお便りを紹介。紹介されたお便りの中から1名に「言わせて大賞」として5000円をプレゼント。
- ABC朝日ニュース
- ABC天気予報
- 高野の高望み!

2010年1月8日から「月亭八方の大御所ってすごかったんや!」に変わりスタートした。

## タイムテーブル
- 13:30 オープニング〜3人のトーク（ゲストがいる場合はゲストを交えた）
- 13:55 「ちょっと言わせて」テーマ発表と応募開始の告知
- 14:00 ABC朝日ニュース　（提供：ジュリー祭り）
- 14:08 なるなるゼミナール
- 14:22 聞かなきゃソングソング
- 14:29 ABC天気予報　（提供：アウディ）
- 14:33 ABC交通情報
- 14:35 生コマーシャル
- 14:40 高野の高望み!
- 14:52 ちょっと言わせて
- 15:00 ABC朝日ニュース　（提供：柿の葉すし本舗たなか）
- 15:05 ABCラジオショッピング
- 15:12 ちょっと言わせて
- 15:20 キーワードで1万円と前週分の当選者発表〜エンディング

## 出演者
- なるみ
- 月亭八方
- 山下剛（ABCアナウンサー、2002年4月-2006年3月）
- 高野純一（ABCアナウンサー、2006年4月-2010年4月）

### よく出演していたゲスト
- シルク
- 月亭八天などの月亭一門および米朝一門、吉本所属の落語家。

## 備考
- ゴン（山下剛）が限定復帰（2008年12月19日・2010年4月2日）
  - 2008年12月は高野純一が新婚旅行に伴う休演のため代役として、また2010年4月は同番組の最終回放送記念として、それぞれ限定で復帰出演していた。

## Webio（ウェビオ）
ABCラジオのインターネットラジオWebioでも、この番組の一部がオンデマンドで公開されていた。インターネットを介して聴くことができるのは、オープニングの25分程度であった。